# Aiolos (Windgott)

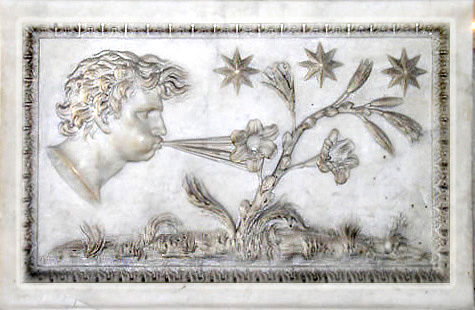
Aiolos

Aiolos (altgriechisch Αἴολος Aíolos, lateinisch Aeolus, deutsch Äolus oder Äol) ist der von Zeus als Herrscher über die verschiedenen Winde eingesetzte Günstling der Götter. Zu den Haupt-Winden gehören Boreas (Nordwind), Euros (Ostwind), Notos (Südwind) und Zephyros (Westwind).

## Aiolos in der Odyssee
Aiolos war ein Sohn des Hippotes und bewohnte mit seiner Gattin sowie seinen sechs Söhnen und sechs Töchtern als König die schwimmende Insel Aiolia (Αἰολία). Diese wurde schon in der Antike gerne mit einer der Äolischen Inseln (deren Namen von Aiolos abgeleitet ist) identifiziert. Einige moderne Forscher setzen sie dagegen mit anderen Inseln, u. a. mit Ustica oder Malta gleich. Aiolos nahm Odysseus und seine Gefährten gastfreundlich auf und bewirtete sie einen Monat. Vor der Heimfahrt gab er Odysseus einen Schlauch aus Rindsleder mit Winden, der verschlossen bleiben sollte. Gleichzeitig ließ er für Odysseus’ Heimfahrt günstige Westwinde wehen. Der Schlauch wurde jedoch von den Gefährten des Odysseus kurz vor Erreichen Ithakas geöffnet. Infolgedessen entwichen alle Winde, und die Schiffe wurden zu Aiolos’ Insel zurückgetrieben. Aiolos, von Odysseus erneut um günstige Winde gebeten, wies ihn als einen den Göttern Verhassten ab.

## Rezeption in der Musik
- In Georg Philipp Telemanns Suite Hamburger Ebb’ und Fluth von 1723 trägt ein Satz den programmatischen Titel Der stürmende Aeolus.
- Johann Sebastian Bach: Der zufriedengestellte Aeolus (Kantate BWV 205), 1725
- César Franck: Les Éolides (Sinfonische Dichtung), 1876
- Toshio Hosokawa: Aeolus – Re-Turning III für Harfe und Orchester, 2014[10]

## Sonstige Rezeption
Der Mount Aeolus und der Gebirgskamm Aeolus Ridge in der Antarktis sind nach ihm benannt.
In Athen steht am Ende der Αιόλου-Straße der „Turm der Winde“.